# 박두용
박두용(1963년 ~ )은 대한민국의 산업안전보건학자, 대학 교수이다. 산업안전보건연구원 원장 및 아시아태평양안전기관협의회(APSS) 사무총장을 역임했다.

## 경력
- 1991.3-1992.12: 한국산업안전보건공단 산업보건연구원 연구원
- 1996.9-1996.12: 미국3M 안전환경연구소 선임연구원
- 1997.3-현재 : 한성대학교 공과대학 기계시스템공학과 교수
- 2004.3-2006.2: 한성대학교 안전보건경영대학원장
- 2006.3-2008.12: 산업안전보건연구원 원장
- 2017.12~2021.12: 한국산업안전보건공단 이사장

업재
현혀

## 학회활동
- 2017 : 세계산업위생학회 (IOHA) 회장
- 2015-현재 : 한국산업보건학회 회장
- 2014-현재 : 아시아 산업위생전문가네트워크(ANOH) 회장
- 2010-현재 : 한국안전학회 부회장
- 2011-현재 : 세계산업위생학회 (IOHA) 이사
- 2013-2014 : 한국제품안전학회 회장
- 2010-2013 : 한국규제학회 상임이사

## 정부 위원회 등 활동
- 서울시안전자문단 단장
- 국민안전처, 고용노동부 정책자문위원
- 노사정위원회 산업안전분야 공익위원
- 정부3.0 전문위원
- 싱가포르 정부 산업안전보건국 국제자문단(IAP) 위원
- 노동부, 신선진화기획단 기획위원 1999-2000
- 노동부, 정책자문위원 2004.3 - 2006.12
- 대통령자문 정부혁신지방분권위원회 산업안전행정강화 TF위원 2004.2 -2005.2
- 노동부, 규제개혁위원 2008-2009